# Asherton (Teksas)
Asherton je grad u američkoj saveznoj državi Teksas. Prema popisu stanovništva iz 2010. u njemu je živjelo 1.084 stanovnika.